# Garrulax lugubris
Garrulax lugubris е вид птица от семейство Leiothrichidae.

## Разпространение
Видът е разпространен в Индонезия, Малайзия и Тайланд.